# Ghost Stories
Ghost Stories là album phòng thu thứ sáu của ban nhạc rock Anh Coldplay. Album được phát hành ngày 16 tháng 5 năm 2014 ở châu Âu (bởi hãng đĩa Parlophone) và ngày 19 tháng 5 ở Bắc Mỹ (bởi hãng đĩa Atlantic Records). Cho đến ngày phát hành, nhóm cùng Parlophone đã thực hiện một chiến dịch quảng bá khá rầm rộ cho album, gồm một buổi phát sóng trên truyền hình giờ vàng, một tour diễn quảng bá 6 ngày cho album cùng nhiều xuất hiện trên truyền hình và radio khác. Album ngoài ra còn được quảng bá bởi 5 đĩa đơn: đĩa đơn mở đầu "Magic" phát hành vào tháng 3; đĩa đơn quảng bá "Midnight"; "A Sky Full of Stars"; "True Love"; và "Ink". Album nhận được một đề cử tại giải Grammy lần thứ 57 hạng mục Album giọng pop xuất sắc nhất.

## Danh sách bài hát
Tất cả các ca khúc được viết bởi Guy Berryman, Jonny Buckland, Will Champion và Chris Martin, ngoại trừ "A Sky Full of Stars" (đồng sáng tác bởi Tim Bergling).
| Bản standard     | Bản standard                                 | Bản standard                                      | Bản standard |
| STT              | Nhan đề                                      | Nhà sản xuất                                      | Thời lượng   |
| ---------------- | -------------------------------------------- | ------------------------------------------------- | ------------ |
| 1.               | "Always in My Head"                          | Coldplay, Paul Epworth, Daniel Green, Rik Simpson | 3:36         |
| 2.               | "Magic"                                      | Coldplay, Epworth, Green, Simpson                 | 4:45         |
| 3.               | "Ink"                                        | Coldplay, Epworth, Green, Simpson                 | 3:48         |
| 4.               | "True Love"                                  | Coldplay, Epworth, Green, Simpson                 | 4:05         |
| 5.               | "Midnight"                                   | Coldplay, Epworth, Green, Simpson, Jon Hopkins[a] | 4:54         |
| 6.               | "Another's Arms"                             | Coldplay, Epworth, Green, Simpson                 | 3:54         |
| 7.               | "Oceans"                                     | Coldplay, Epworth, Green, Simpson                 | 5:21         |
| 8.               | "A Sky Full of Stars"                        | Coldplay, Epworth, Green, Simpson, Bergling[a]    | 4:28         |
| 9.               | "O" ("Fly On" – 0:00–3:54 / "O" – 6:18–7:47) | Coldplay, Epworth, Green, Simpson                 | 7:47         |
| Tổng thời lượng: | Tổng thời lượng:                             | Tổng thời lượng:                                  | 42:37        |

| Bản tại Nhật (bonus track) | Bản tại Nhật (bonus track)     | Bản tại Nhật (bonus track) |
| STT                        | Nhan đề                        | Thời lượng                 |
| -------------------------- | ------------------------------ | -------------------------- |
| 10.                        | "Midnight" (Jon Hopkins remix) | 10:05                      |

| Bản deluxe Target | Bản deluxe Target  | Bản deluxe Target |
| STT               | Nhan đề            | Thời lượng        |
| ----------------- | ------------------ | ----------------- |
| 10.               | "All Your Friends" | 3:32              |
| 11.               | "Ghost Story"      | 4:17              |
| 12.               | "O (Reprise)"      | 1:37              |
| Tổng thời lượng:  | Tổng thời lượng:   | 49:40             |

Ghi chú
- ^a  đồng sản xuất

## Xếp hạng
| Bảng xếp hạng (2014)                     | Vị trí cao nhất |
| ---------------------------------------- | --------------- |
| Album Argentina (CAPIF)                  | 1               |
| Album Úc (ARIA)                          | 1               |
| Album Áo (Ö3 Austria)                    | 2               |
| Album Bỉ (Ultratop Vlaanderen)           | 1               |
| Album Bỉ (Ultratop Wallonie)             | 1               |
| Brasil (ABPD)                            | 4               |
| Album Canada (Billboard)                 | 1               |
| Album Quốc tế Croatia (HDU)              | 1               |
| Album Cộng hòa Séc (ČNS IFPI)            | 1               |
| Album Đan Mạch (Hitlisten)               | 1               |
| Album Hà Lan (Album Top 100)             | 2               |
| Album Phần Lan (Suomen virallinen lista) | 1               |
| Album Pháp (SNEP)                        | 1               |
| Album Đức (Offizielle Top 100)           | 1               |
| Hy Lạp (IFPI)                            | 2               |
| Album Hungaria (MAHASZ)                  | 1               |
| Ấn Độ (IMI)                              | 5               |
| Italian Albums (FIMI)                    | 1               |
| Album Nhật Bản (Oricon)                  | 7               |
| Album México (Top 100 Mexico)            | 1               |
| Album New Zealand (RMNZ)                 | 1               |
| Album Na Uy (VG-lista)                   | 1               |
| Album Ba Lan (ZPAV)                      | 1               |
| Album Bồ Đào Nha (AFP)                   | 1               |
| Album Scotland (OCC)                     | 1               |
| Album Tây Ban Nha (PROMUSICAE)           | 1               |
| Nam Phi Albums (RiSA)                    | 7               |
| Hàn Quốc Albums (Gaon)                   | 6               |
| Album Thụy Điển (Sverigetopplistan)      | 1               |
| Album Thụy Sĩ (Schweizer Hitparade)      | 1               |
| Album Anh Quốc (OCC)                     | 1               |
| Album Hoa Kỳ Billboard 200               | 1               |
| Album Hoa Kỳ Top Alternative (Billboard) | 1               |
| Album Hoa Kỳ Top Rock (Billboard)        | 1               |
| Album Hoa Kỳ Top Tastemaker (Billboard)  | 2               |

| Bảng xếp hạng (2014)               | Vị trí |
| ---------------------------------- | ------ |
| Australian Albums (ARIA)           | 5      |
| Austrian Albums (IFPI)             | 19     |
| Belgian Albums (Ultratop Flanders) | 2      |
| Belgian Albums (Ultratop Wallonia) | 6      |
| Canadian Albums (Billboard)        | 9      |
| Italian Albums (FIMI)              | 8      |
| New Zealand Albums (RIANZ)         | 7      |
| Polish Albums (ZPAV)               | 10     |
| UK Albums (OCC)                    | 5      |
| US Alternative Albums (Billboard)  | 3      |
| US Billboard 200                   | 14     |
| US Billboard Digital Albums        | 8      |
| US Billboard Rock Albums           | 3      |

## Chứng nhận
| Quốc gia                                                                           | Chứng nhận  | Số đơn vị/doanh số chứng nhận |
| ---------------------------------------------------------------------------------- | ----------- | ----------------------------- |
| Anh Quốc (BPI)                                                                     | Bạch kim    | 544.000                       |
| Áo (IFPI Áo)                                                                       | Vàng        | 7.500*                        |
| Ba Lan (ZPAV)                                                                      | Bạch kim    | 0*                            |
| Bỉ (BEA)                                                                           | Vàng        | 15.000*                       |
| Canada (Music Canada)                                                              | Bạch kim    | 117.000                       |
| Đan Mạch (IFPI Đan Mạch)                                                           | Vàng        | 10.000^                       |
| Đức (BVMI)                                                                         | Bạch kim    | 0^                            |
| Hoa Kỳ (RIAA)                                                                      | Vàng        | 794.000                       |
| Hungary (Mahasz)                                                                   | Vàng        | 3.000^                        |
| México (AMPROFON)                                                                  | Vàng        | 30.000^                       |
| New Zealand (RMNZ)                                                                 | Vàng        | 7.500^                        |
| Pháp (SNEP)                                                                        | 2× Bạch kim | 274.100                       |
| Tây Ban Nha (PROMUSICAE)                                                           | Vàng        | 20.000^                       |
| Thụy Sĩ (IFPI)                                                                     | Bạch kim    | 20.000^                       |
| Úc (ARIA)                                                                          | Bạch kim    | 70.000^                       |
| Ý (FIMI)                                                                           | 2× Bạch kim | 100.000*                      |
| * Chứng nhận dựa theo doanh số tiêu thụ. ^ Chứng nhận dựa theo doanh số nhập hàng. |             |                               |

## Lịch sử phát hành
| Khu vực        | Ngày                | Định dạng | Hãng đĩa         |
| -------------- | ------------------- | --------- | ---------------- |
| Áo             | 16 tháng 5 năm 2014 | Nhạc số   | Parlophone       |
| Ấn Độ          | 16 tháng 5 năm 2014 | Nhạc số   | Parlophone       |
| Bỉ             | 16 tháng 5 năm 2014 | Nhạc số   | Parlophone       |
| Đức            | 16 tháng 5 năm 2014 | Nhạc số   | Parlophone       |
| Hà Lan         | 16 tháng 5 năm 2014 | CD        | Parlophone       |
| Hà Lan         | 16 tháng 5 năm 2014 | Nhạc số   | Parlophone       |
| Ireland        | 16 tháng 5 năm 2014 |           | Parlophone       |
| New Zealand    | 16 tháng 5 năm 2014 |           | Parlophone       |
| Phần Lan       | 16 tháng 5 năm 2014 |           | Parlophone       |
| Úc             | 16 tháng 5 năm 2014 |           | Parlophone       |
| Canada         | 19 tháng 5 năm 2014 | CD        | Atlantic Records |
| Canada         | 19 tháng 5 năm 2014 | Nhạc số   | Atlantic Records |
| Pháp           | 19 tháng 5 năm 2014 | Nhạc số   | Parlophone       |
| Hy Lạp         | 19 tháng 5 năm 2014 | Nhạc số   | Parlophone       |
| Ba Lan         | 19 tháng 5 năm 2014 | CD        | Warner Music     |
| Ba Lan         | 19 tháng 5 năm 2014 | LP        | Warner Music     |
| Ba Lan         | 19 tháng 5 năm 2014 | Nhạc số   | Warner Music     |
| Vương quốc Anh | 19 tháng 5 năm 2014 | CD        | Parlophone       |
| Vương quốc Anh | 19 tháng 5 năm 2014 | LP        | Parlophone       |
| Vương quốc Anh | 19 tháng 5 năm 2014 | Nhạc số   | Parlophone       |
| Hoa Kỳ         | 19 tháng 5 năm 2014 | CD        | Atlantic Records |
| Hoa Kỳ         | 19 tháng 5 năm 2014 | LP        | Atlantic Records |
| Hoa Kỳ         | 19 tháng 5 năm 2014 | Nhạc số   | Atlantic Records |
| México         | 19 tháng 5 năm 2014 | CD        | Parlophone       |
| México         | 20 tháng 5 năm 2014 | Nhạc số   | Parlophone       |
| Brasil         | 20 tháng 5 năm 2014 | Nhạc số   | Parlophone       |
| Tây Ban Nha    | 20 tháng 5 năm 2014 | Nhạc số   | Parlophone       |
| Ý              | 20 tháng 5 năm 2014 | Nhạc số   | Parlophone       |
| Nhật Bản       | 21 tháng 5 năm 2014 | Nhạc số   | Parlophone       |

| Bản deluxe | Bản deluxe          | Bản deluxe | Bản deluxe       | Bản deluxe |
| Khu vực    | Ngày                | Định dạng  | Hãng đĩa         |            |
| ---------- | ------------------- | ---------- | ---------------- | ---------- |
| Hoa Kỳ     | 19 tháng 5 năm 2014 | CD         | Atlantic Records |            |